# Steve Galloway
Steven George „Steve“ Galloway (* 13. Februar 1963 in Hannover) ist ein ehemaliger englischer Fußballspieler. Der Stürmer bestritt einen Großteil seiner Karriere in Schweden, wo er anschließend auch als Trainer arbeitete.

## Werdegang
Galloway begann seine Laufbahn bei Sutton United in der Isthmian League. 1984 wechselte er zu Crystal Palace in die Football League Second Division. Hier konnte er sich jedoch gegen Andy Gray und Ian Wright nicht durchsetzen. Daher wurde er 1985 an Cambridge United verliehen, ehe er ein Jahr später zu Maidstone United in die Football Conference wechselte.
1987 wechselte Galloway nach Schweden. Mit Djurgårdens IF gelang ihm die Rückkehr in die Allsvenskan, wo er in der Spielzeit 1988 mit zehn Saisontoren der beste Torschütze des Klubs war und das Meisterschaftsfinale gegen Malmö FF erreichte. Obwohl dieses verloren ging, wurde er von der Zeitung Expressen als wertvollster ausländischer Spieler ausgezeichnet. Damit machte er „auf der Insel“ wieder auf sich aufmerksam und ging auf Leihbasis zum FC St. Mirren nach Schottland. Sein Aufenthalt blieb jedoch nicht vom Erfolg gekrönt, so dass er wieder zu DIF zurückkehrte. 1990 zog er zu Umeå FC weiter, wo er in den folgenden zehn Jahren regelmäßig zu den besten Torschützen des Klubs gehörte und mit ihm zwischen erster und zweiter Liga pendelte. Nach Ende der Zweitligaspielzeit 2000 beendete er seine aktive Laufbahn.
Nach Ende seiner Laufbahn blieb Galloway in Umeå. 2002 wurde er Trainer des Fünftligisten Sandåkerns SK, den er zwei Spielzeiten trainierte. 2004 übernahm er das Traineramt bei seinem langjährigen Verein Umeå FC. Trotz des Aufstiegs in die Superettan 2005 war sein Engagement nach Saisonende beendet. Seither gehörte er dem Trainerstab des in der Damallsvenskan spielenden Frauenfußballklubs Umeå IK an. Anfang Mai 2009 beendete er sein Engagement als Assistenztrainer. Während der Sommerpause im Juni 2009 nahm er ein Angebot seines ehemaligen Klubs Djurgårdens IF an, als Nachfolger von Zoran Lukić in Zusammenarbeit mit Andrée Jeglertz als Trainerduo den abstiegsbedrohten Erstligisten bis zum Saisonende zu betreuen.
Galloway betreibt in Umeå ein Sportgeschäft.